# Daredevil

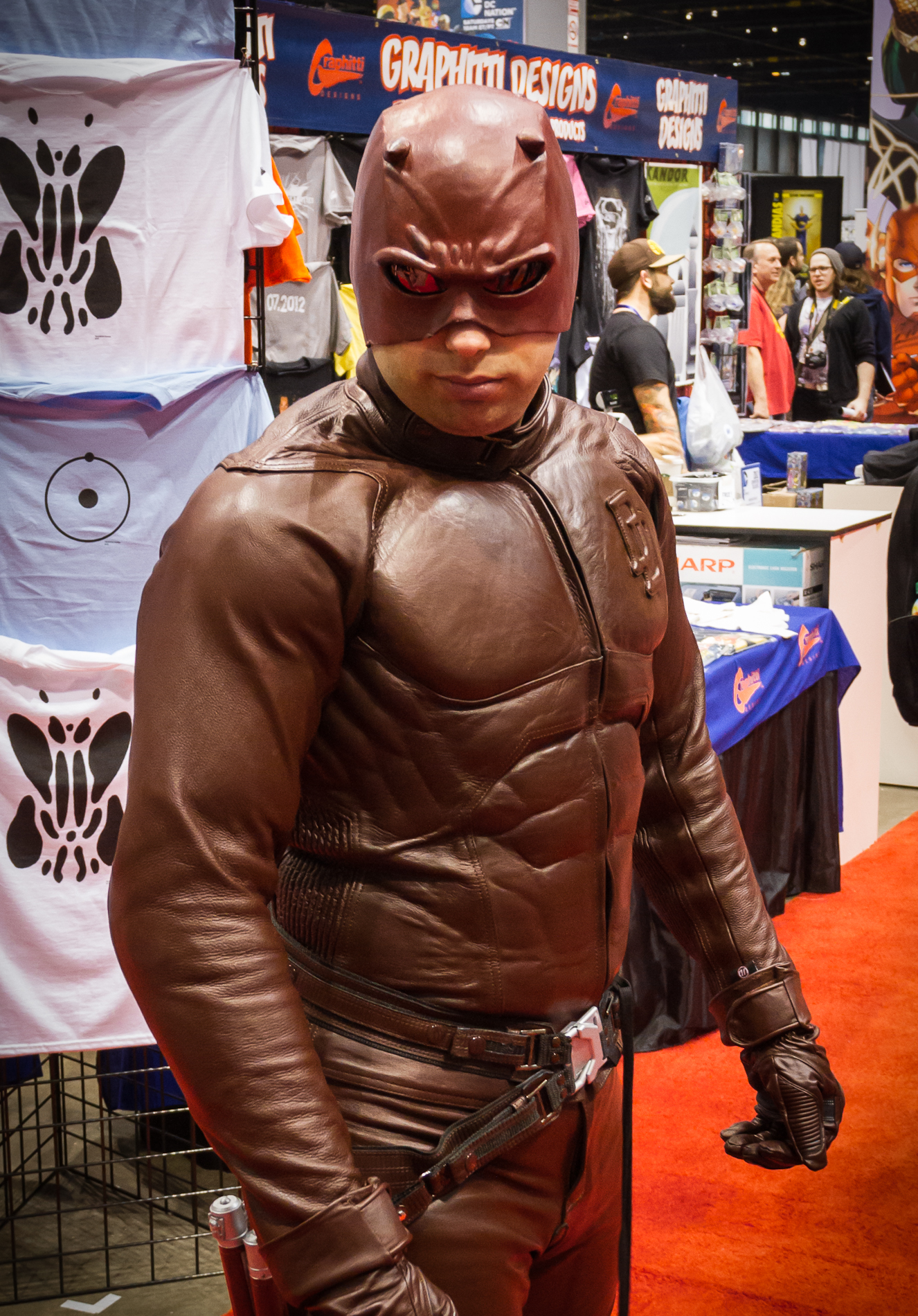
Cosplayer inspirován filmovou verzí kostýmu.

Daredevil je fiktivní postava komiksových příběhů vydávaných nakladatelstvím Marvel Comics. Poprvé se objevil ve vlastní komiksovém sešitu Daredevil #1 v dubnu 1964. Je výtvorem tvůrčího dua, které tvořili Stan Lee a Bill Everett.

## Vydání
Poprvé se Daredevil představil v dubnu 1964 v komiksu Daredevil #1, jeho autory jsou scenárista Stan Lee a kreslíř Bill Everett, původcem myšlenky na postavu Daredevila byl Jack Kirby. Ve dvanáctém čísle přebral funkci kreslíře John Romita Sr. a v čísle dvacet poté Gene Colan. První série byla vydávána až do roku 1998, kdy čítala 380 čísel. V čísle 72 se novým scenáristou stal mladý Gerry Conway, který vtisknul sérii science fiction charakter. Po něm sérii převzali Steve Gerber a Tony Isabella. V roce 1976 se autorem stal Marv Wolfman, a byl to právě on, kdo vymyslel postavu zločince Bullseye.
Číslem 144 se scenáristou stal Jim Shooter, jelikož však nedodržoval termíny, tak byl brzy nahrazen scenáristou Rogerem McKenziem, který do té doby pracoval na horrorových komiksech, což se odrazilo i u jeho Daredevila, který se tím stal více temný. Na konci sedmdesátých let se k němu přidal kreslíř Frank Miller. Avšak ani jeho účast nezastavila hluboký propad tržeb. Proto se vedení Marvel rozhodlo předat celou sérii Millerovi, takže se stal nejen kreslířem, ale i scenáristou. Miller ve své tvorbě zcela přepsal historii mnohých postav a přestal respektovat původní kontinuitu série. Například původně byl Mattův otec milujícím rodičem, Miller z něj udělal alkoholika a násilníka. Také použil Spider-Manova protivníka Kingpina, jako hlavního nepřítele Daredevila. Jeho práce sice způsobila mezi fanoušky kontroverzi, ale zvedla prodej. Po třiceti číslech byl Miller vyměněn za Dennyho O'Neila, který však na úspěch nenavázal. Proto se Miller v čísle 219 (červen 1985) vrátil. Sérii v té době kreslil David Mazzucchelli, kterého si přizval již O'Neil. Miller a Mazzucchelli spolu vytvořili známý arc "Daredevil: Born Again" (#227-233), ve kterém drogově závislá Karen Page prodala identitu Daredevila Kingpinovi.
Hlavní scenáristkou se poté stala Ann Nocenti, jejímž kreslířem byl zvolen John Romita Jr.. Nocenti do příběhů zapojila aktivistické smýšlení. V devadesátých letech se novým scenáristou stal D. G. Chichester, kreslířem Lee Weeks. V roce 1993 se k titulu vrátil Frank Miller v minisérii Daredevil: The Man Without Fear, na které spolupracoval s kreslířem Johnem Romitou Jr. Později sérii psal Karl Kesel. První série skončila číslem 380.
V roce 1998 začala druhá série. Jejími autory byli scenárista a filmový režisér Kevin Smith a kreslíř Joe Quesada. Jejich arcem byl slavný "Guardian Devil". Po něm byl Smith nahrazen Davidem Mackem. V roce 2001 byla vydána minisérie Daredevil: Yellow. V této době se k titulu přidal i Brian Michael Bendis. Jeho v roce 2006 nahradili Ed Brubaker jako scenárista a Michael Lark jako kreslíř. Druhá série byla zastavena v roce 2009, kdy se číslem 500 vrátila k původnímu číslování, a to na dvanáct čísel. Mezi březnem a červencem 2011 byla vydána minisérie Daredevil: Reborn #1-4 a po ní začala být vydávána třetí série, jejímiž autory jsou Mark Waid a Paolo Rivera. Mark Waid psal i čtvrtou sérii vydávanou v letech 2014 a 2015; kreslířem byl Chris Samnee.
Po dalším relaunchi Marvelu po eventu Secret Wars z roku 2015. Začala být v rámci All-New, All-Different Marvel vydávána pátá série, kterou psal Charles Soule a kresby se ujal Ron Garney. V rámci eventu Marvel Legacy se číslování vrátilo k původní sérii. Po čísle 28 tedy došlo k přečíslování na číslo 595. Původní číslování vydrželo do listopadu 2018. Od února 2019 další, tentokrát již šestou, sérii psal Chip Zdarsky a nejdříve kreslil Marco Checchetto. Duo ve spolupráci pokračovalo i po restartu číslování v roce 2022. V září 2023 je v nové sérii vystřídá autor Saladin Ahmed a kreslíř Aaron Kuder.

### Hlavní série
- Daredevil vol. 1 #1–380, #-1 a 10 Annuals (duben 1964 – říjen 1998)
- Daredevil vol. 2 #1–119 (listopad 1998 – srpen 2009)
- Daredevil vol. 1 #500–513 (říjen 2009 – únor 2011)
- Daredevil vol. 3 #1–36, 10.1 a 1 Annual (září 2011 – duben 2014)
- Daredevil vol. 4 #1–18, 1.50, 0.1 a 15.1 (květen 2014 – listopad 2015)
- Daredevil vol. 5 #1–28 (prosinec 2015 – říjen 2017)
- Daredevil vol. 1 #595–612 (listopad 2017 – listopad 2018)
- Daredevil vol. 6 #1–36 (únor 2019 – prosinec 2021)
- Daredevil vol. 7 #1–14 (červen 2022 – srpen 2023)
- Daredevil vol. 8 #1–... (září 2023 – ...)

## Fiktivní biografie
Když byl Matt Murdock mladý, byl svědkem havárie kamionu. Když se snažil pomoci starému muži, radioaktivní látka, kterou kamion vezl, mu vyleptala oči. Když mu látka vzala zrak, získal ovšem schopnost radarového vidění. Má zbystřené i ostatní smysly a má akrobatické schopnosti. Sestrojil si zařízení, které vystřeluje lana, aby se mohl přitahovat na budovy podobně jako Spider-man. Zatímco ve dne je úspěšný právník, v noci se vydává bojovat se zlem. V roce 2003 natočil režisér Mark Steven Johnson film (zodpovědný za prvního Ghost Ridera s Nicolasem Cagem v hlavní roli) s názvem Daredevil, kde hlavního superhrdinu hrál Ben Affleck, jeho lásku Electru Natchios Jennifer Garner a hlavní záporáky Michael Clark Duncan jako Wilson Fisk alias Kingpin a ještě Colin Farrell jako Bullseye. Studio 20th Century Fox oznámila zprávu v dubnu 2012, že David James Kelly napíše scénář k rebootu tohoto filmu a režie se ujme David Slade (30 dní dlouhá noc a Twilight sága:Zatmění). Film bude zpracovávat komiksový příběh, kdy Kingpin odhalí pravou totožnost Daredevila a tím udělá Mattovi ze života doslova peklo.

## Česká vydání
V České republice vydávají komiksové knihy Daredevil nakladatelství BB/art a CREW.
- 2011 – Daredevil – Rok jedna, (autoři: Frank Miller a John Romita Jr.: Daredevil: The Man Without Fear #1–5, 1993)
- 2011 – Daredevil Omnibus – kniha první, (autoři: Brian M. Bendis, David Mack a Alex Maleev: Daredevil vol. 2 #16–19 a 26–40, 2001–02)
- 2011 – Daredevil Omnibus – kniha druhá, (autoři: Brian M. Bendis a Alex Maleev: Daredevil vol. 2 #41–50 a 56–60, 2003–04)
- 2012 – Daredevil Omnibus – kniha třetí, (autoři: Brian M. Bendis a Alex Maleev: Daredevil vol. 2 #61–70, 2004–05)
- 2013 – Daredevil Omnibus – kniha čtvrtá, (autoři: Brian M. Bendis a Alex Maleev: Daredevil vol. 2 #71–81, 2005–06)
- 2013 – Ultimátní komiksový komplet #7: Daredevil – Zmrtvýchvstání, (autoři: Frank Miller a David Mazzucchelli: Daredevil #227–233, 1986)
- 2014 – Ultimátní komiksový komplet #20: Daredevil – Ďábel strážný, (autoři: Kevin Smith a Joe Quesada: Daredevil vol. 2 #1–8, 1998–99)
- 2015 – Ultimátní komiksový komplet #85: Marvel – Počátky - 60. léta, (autoři: Stan Lee a Bill Everett: Daredevil (Vol. 1) #1, 1964)
- 2016 – Ultimátní komiksový komplet #120: Daredevil – Na černé listině, (autoři: Roger McKenzie, Frank Miller a Klaus Janson: Daredevil (vol. 1) #158–161 a #163–167, 1979–80)
- 2016 – Ultimátní komiksový komplet #77: Daredevil – Zvuk a zlost, (autoři: Mark Waid a Paolo Rivera: Daredevil (Vol. 3) #1–6, 2011)
- 2017 – Nejmocnější hrdinové Marvelu #25: Daredevil, (autoři: Frank Miller a John Romita Jr.: Daredevil: The Man Without Fear #1-5, 1993) + Stan Lee a Bill Everett a Daredevil (Vol. 1) #1, 1964.
- 2018 – Nejmocnější hrdinové Marvelu #41: Elektra, (autoři: Frank Miller a Klaus Janson: Daredevil (Vol. 1) #168, #174-181, 1981–82)

## Film a televize
Postava Daredevila se objevila v několika animovaných seriálech ze světa Marvel. Poprvé tomu bylo v osmdesátých letech v seriálu Spider-Man and His Amazing Friends. Ve stejné době americká televizní stanice ABC uvažovala o animovaném i hraném seriálu, z obou nakonec sešlo. V devadesátých letech se objevil v několika epizodách animovaného seriálu Spider-Man, z nich bylo posléze vytvořeno DVD s názvem Daredevil vs Spider-Man.
Roku 1975 byla plánována realizace hraného filmu s hercem Benem Carruthersem pro roli Daredevila, od projektu se nakonec upustilo.

### Film
- 2003 – Daredevil – režie Mark Steven Johnson, v hlavní roli Ben Affleck
- 2021 – Spider-Man: Bez domova – režie Jon Watts, ve vedlejší roli Charlie Cox

### Televize
- 2015-2018 – Daredevil – seriál, 3 řady, 39 dílů, v hlavní roli Charlie Cox
- 2017 – The Defenders – seriál, 1 řada, 8 dílů, v hlavní roli Charlie Cox
- 2022 – She-Hulk: Neuvěřitelná právnička – seriál, ve vedlejší roli Charlie Cox
- 2024 – Echo – seriál, ve vedlejší roli Charlie Cox
- 2025 – Váš dobrý soused Spider-Man – seriál, ve vedlejší roli Charlie Cox
- 2025 – Daredevil: Znovuzrození – seriál, v hlavní roli Charlie Cox